# Emil Carlsen
Pour les articles homonymes, voir Carlsen.
Emil Carlsen, né le 19 octobre 1853 à Copenhague au Danemark et décédé le 2 janvier 1932 à New York dans l'État de New York aux États-Unis, est un professeur et un peintre impressionniste dano-américain. Après une enfance et une formation d'architecte à l'Académie royale des beaux-arts du Danemark, il émigre aux États-Unis en 1872. Il se fait connaître comme peintre pour ses natures mortes, et, plus tardivement dans sa carrière, pour ses paysages et marines de la région de la Nouvelle-Angleterre. Professeur émérite, il a notamment enseigné à l'école de l'Institut d'art de Chicago, à la California School of Design du San Francisco Art Institute, à l'Art Student’s League of San Francisco, à l'Académie américaine des beaux-arts et à la Pennsylvania Academy of the Fine Arts au cours de sa carrière.

## Biographie
Soren Emil Carlsen naît à Copenhague au Danemark en 1853. Il étudie l'architecture à l'Académie royale des beaux-arts du Danemark pendant quatre ans, ayant notamment pour professeur l'architecte Ferdinand Meldahl, avant d'émigrer aux États-Unis en 1872. Il s'installe dans la ville de Chicago dans l’État de l'Illinois et commence à travailler comme architecte puis comme assistant du peintre danois Lauritz Holst, qui lui laisse son studio lorsqu'il décide de retourner au Danemark. Il devient ensuite professeur de dessin et de peinture à l'école de l'Institut d'art de Chicago et fait la rencontre du peintre John Francis Murphy avec qui il devient ami. En 1875, il rentre au Danemark puis séjourne en France pendant six mois, visitant notamment la ville de Paris et découvrant le travail du peintre Jean Siméon Chardin.
De retour aux États-Unis, il installe un studio à New York et commence à peindre des natures mortes tonalistes. Ayant des difficultés à écouler ces œuvres, il déménage à Boston dans l’État du Massachusetts. Sur place, il continue à peindre des natures mortes, donne des cours privés et assiste le peintre Alexander Pope Jr. (en). Il revient à New York en 1879 et, faute de succès, abandonne alors son atelier de peinture et se lance dans la gravure. En 1883, il parvient à exposer à la Pennsylvania Academy of the Fine Arts un tableau. En 1884, il décide de revenir à Paris. C'est le marchand d'art Theron J. Blakeslee qui lui finance ce voyage contre des tableaux, ce qui permet à Carlsen d'écouler ces compositions florales. Sur place, il rencontre notamment les peintres Henry Siddons Mowbray et Willard Metcalf et participe au Salon des artistes français l'année suivante avant de retourner à New York. En 1886, il arrête la peinture commerciale de nature morte et part à San Francisco, où il occupe le poste de directeur de la California School of Design du San Francisco Art Institute entre 1887 et 1889. Il devient notamment ami avec le peintre Arthur Frank Mathews (en). Il travaille ensuite comme professeur pour la Art Student’s League of San Francisco jusqu'en 1891. Il quitte son poste à la suite d'une polémique concernant l'enseignement artistique des femmes, qu'il jugeait notamment moins apte que les hommes.
Il retourne sur la côte est des États-Unis et travaille comme professeur à l'Académie américaine des beaux-arts et à la Pennsylvania Academy of Fine Arts. En 1896, il épouse Luela Mary Ruby. Il sympathise avec les peintres John Henry Twachtman, Childe Hassam et Julian Alden Weir et commence à peindre des paysages et des marines de la région de la Nouvelle-Angleterre. Au début des années 1900, il rend visite à plusieurs reprises à Weir dans sa ferme installée à Falls Village (en) dans l’État du Connecticut. En 1901, il devient père d'un fils, Dines Carlsen (en), à qui il donne sa première formation artistique et qui deviendra peintre. En 1904, il obtient une médaille d'or lors de l'exposition universelle de Saint-Louis et le prix Shaw de la Society of American Artists (en).
En 1905, après plusieurs séjours chez Weir, il achète une maison dans cette localité où il réside lorsqu'il ne travaille pas à New York ou Philadelphie comme professeur. Durant cette période, il peint notamment les monts Berkshire et visite les colonies artistiques d'Old Lyme et de Cos Cob (en). Grâce à ses nouvelles relations, il organise une exposition de ses œuvres à la galerie d'art Albright-Knox de Buffalo en 1910 et expose à la Macbeth Gallery (en) en 1912, 1919, 1921 et 1923. Il parvient enfin à vivre confortablement de son art, délaissant alors l'enseignement. En 1912, il obtient la Temple Gold Medal (en) de la Pennsylvania Academy of the Fine Arts avec le tableau  The Ocean Sea. En 1915, il est récompensé d'une médaille d'honneur lors de l'exposition universelle de Panama-Pacific à San Francisco. En 1916, il obtient la médaille Saltus et en 1919 le prix Carnegie, deux récompenses remises par l'Académie américaine des beaux-arts. En 1926, il gagne une médaille d'or à la Sesquicentennial Exposition (en) à Philadelphie.
Il passe les dernières années de sa vie entre la petite ville d'Ogunquit dans l’État du Maine, sa résidence de Falls Village et la ville de New York, où il meurt en 1932.

## Œuvres

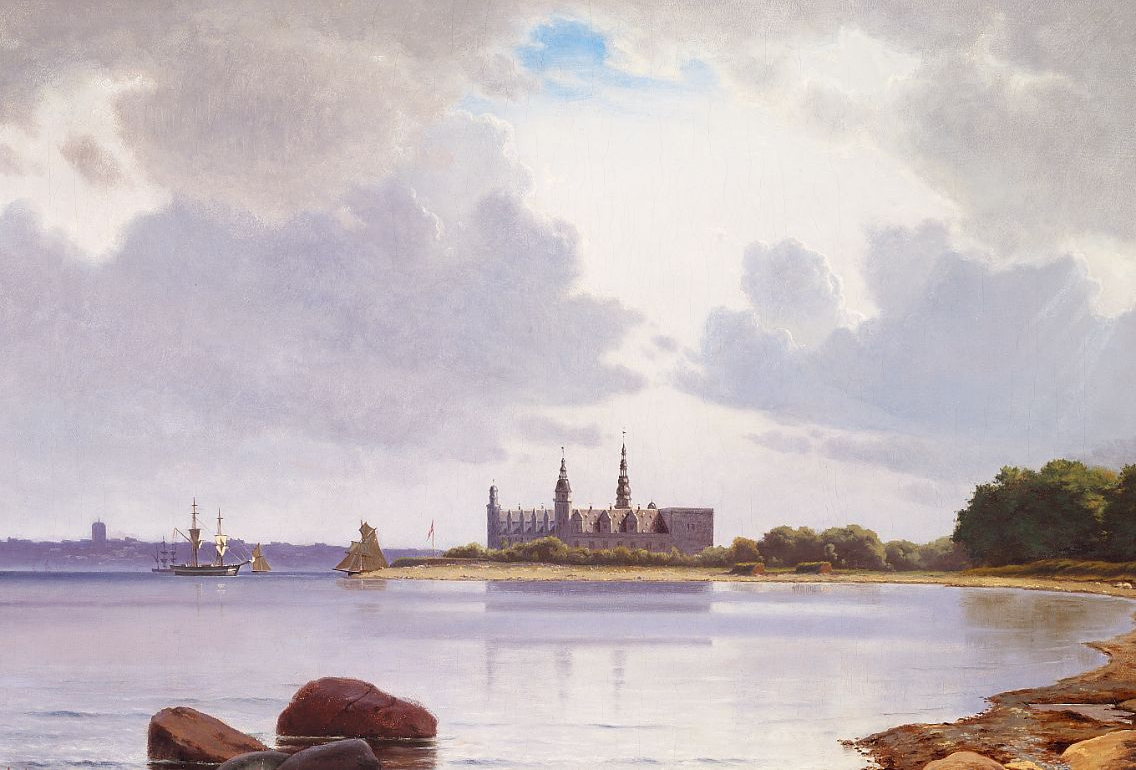
View of Kronborg and Kärnan, 1871
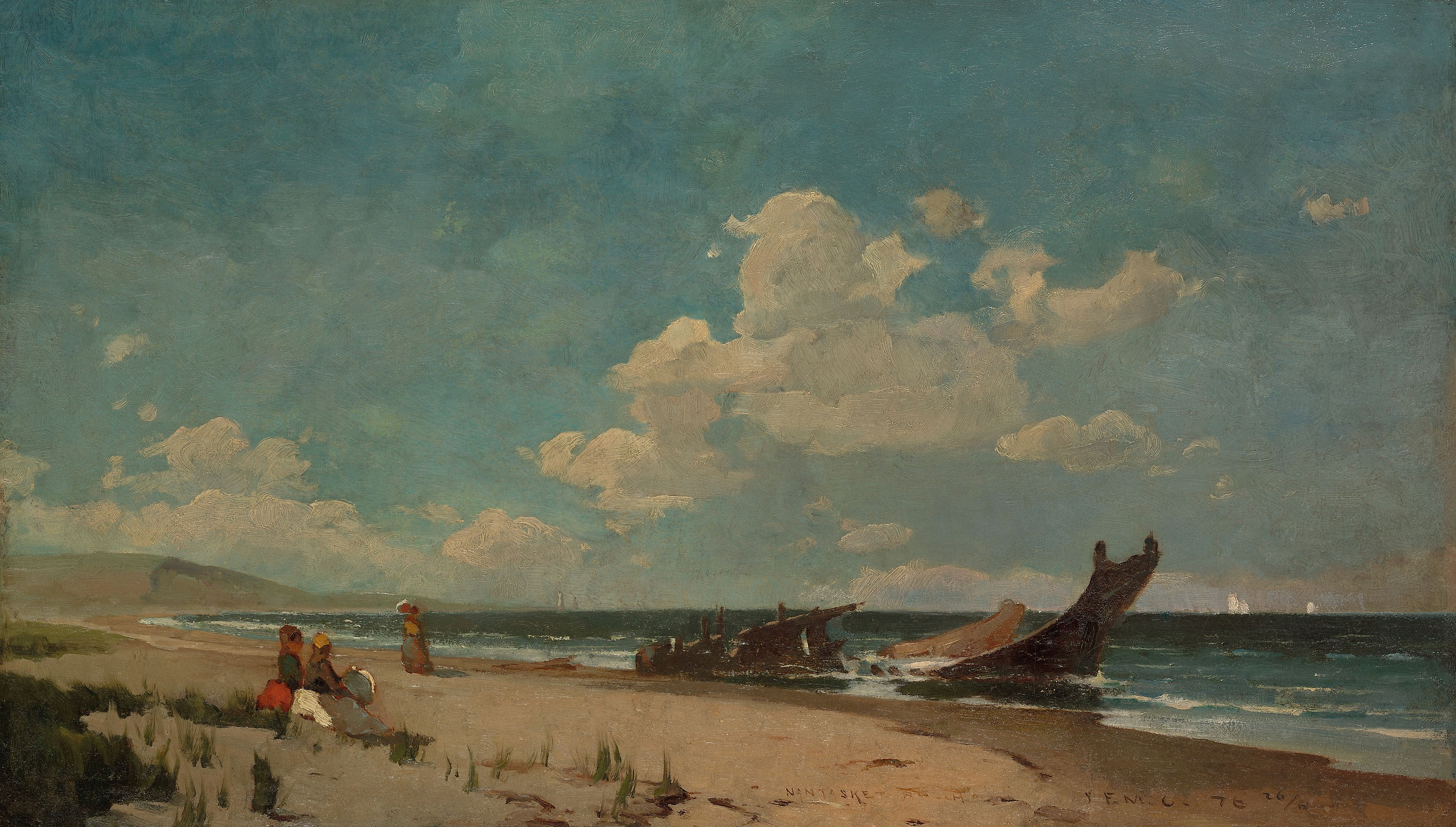
Nantasket Beach, 1876, Art Institute of Chicago
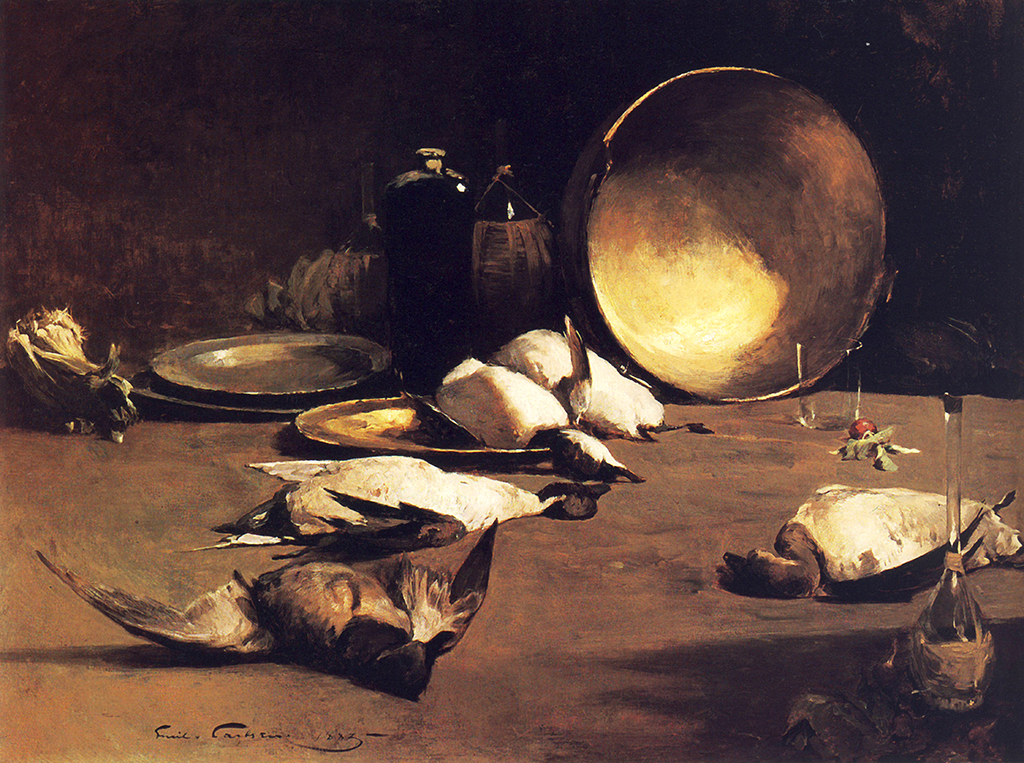
Still Life, Brass Bowl, Ducks and Bottles, 1883
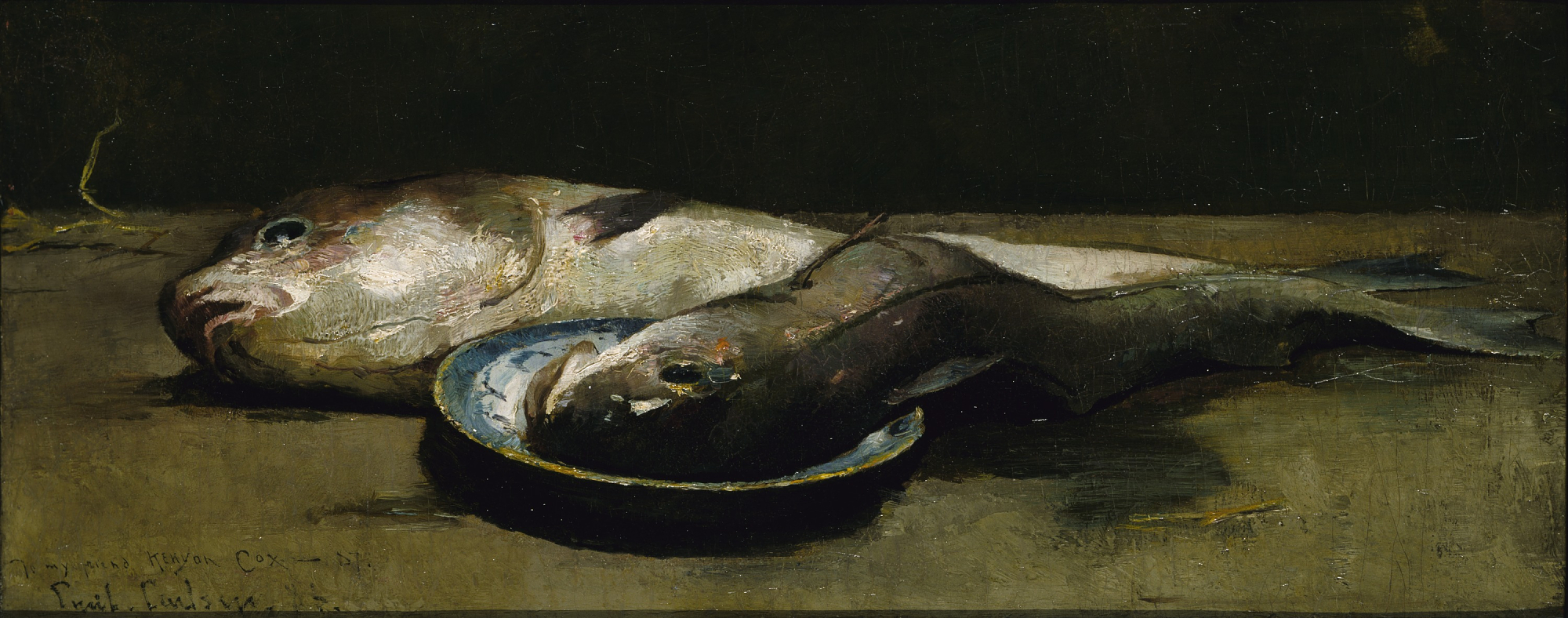
Haddock, 1886, Smithsonian American Art Museum
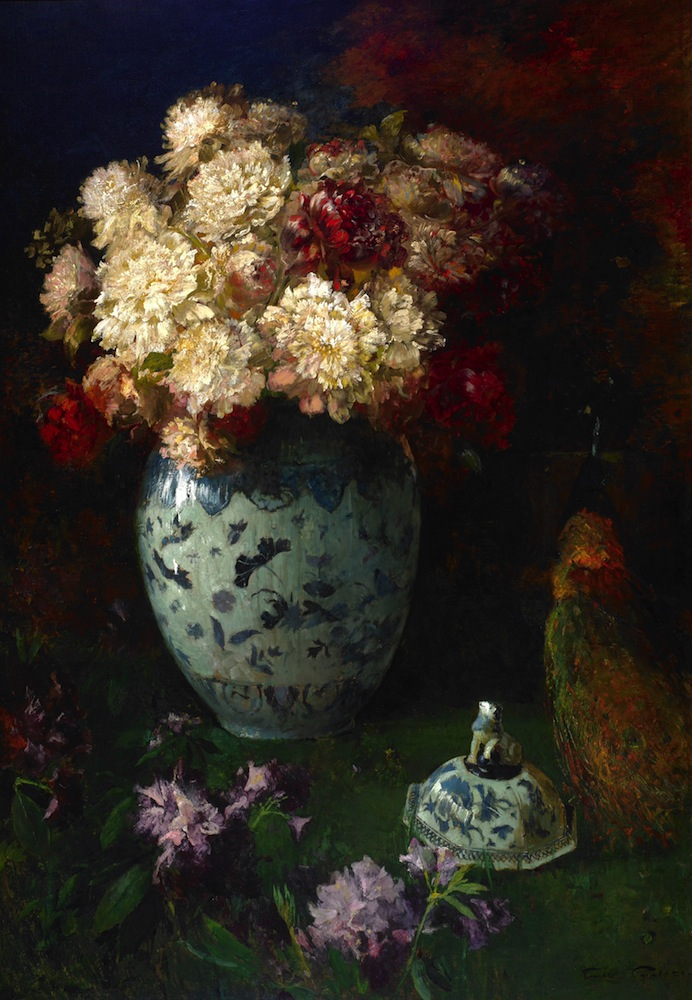
Peonies in Kang-Hsi Vase, 1890
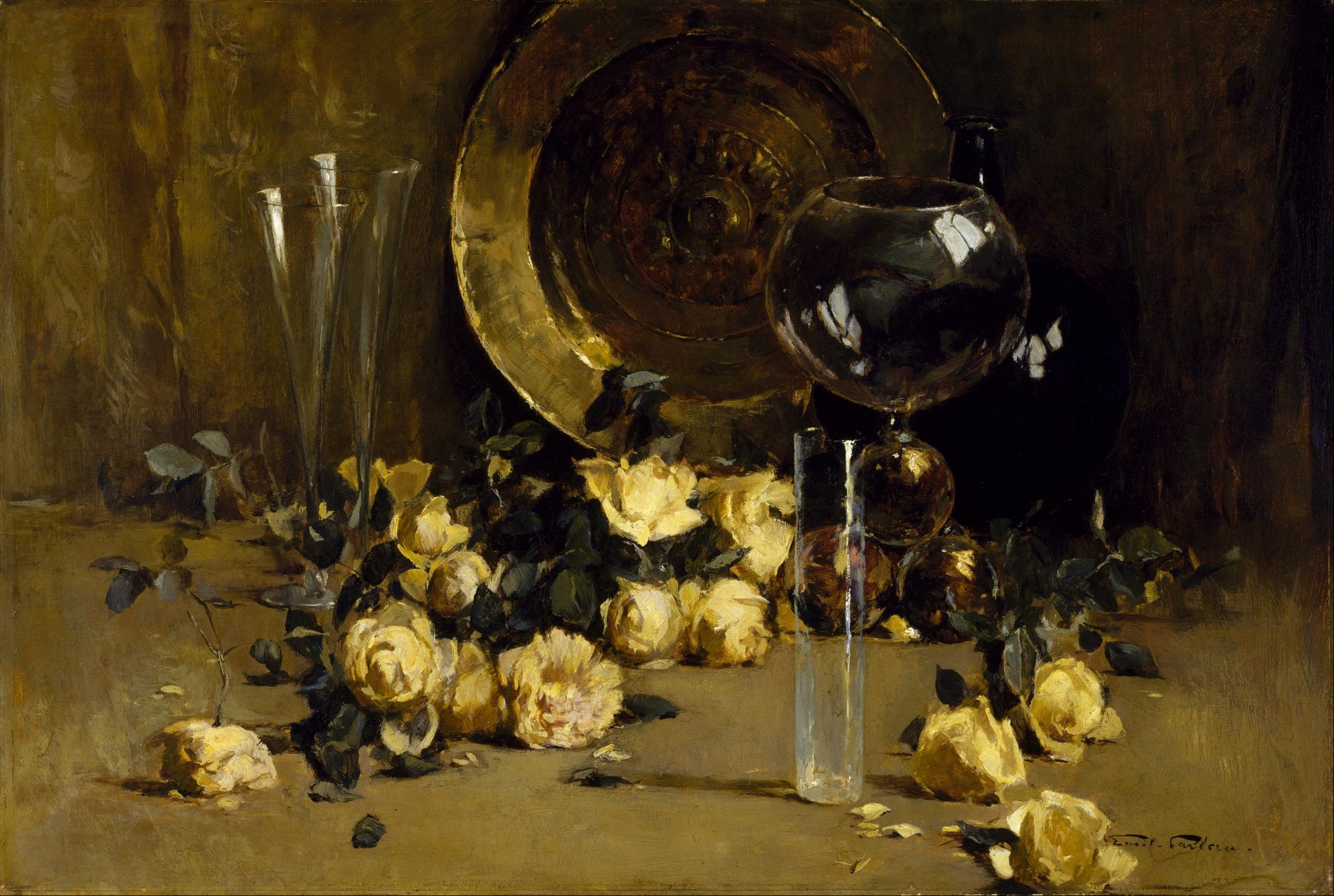
Still Life with Yellow Roses, 1880-1890, Musée des Beaux-Arts de Houston
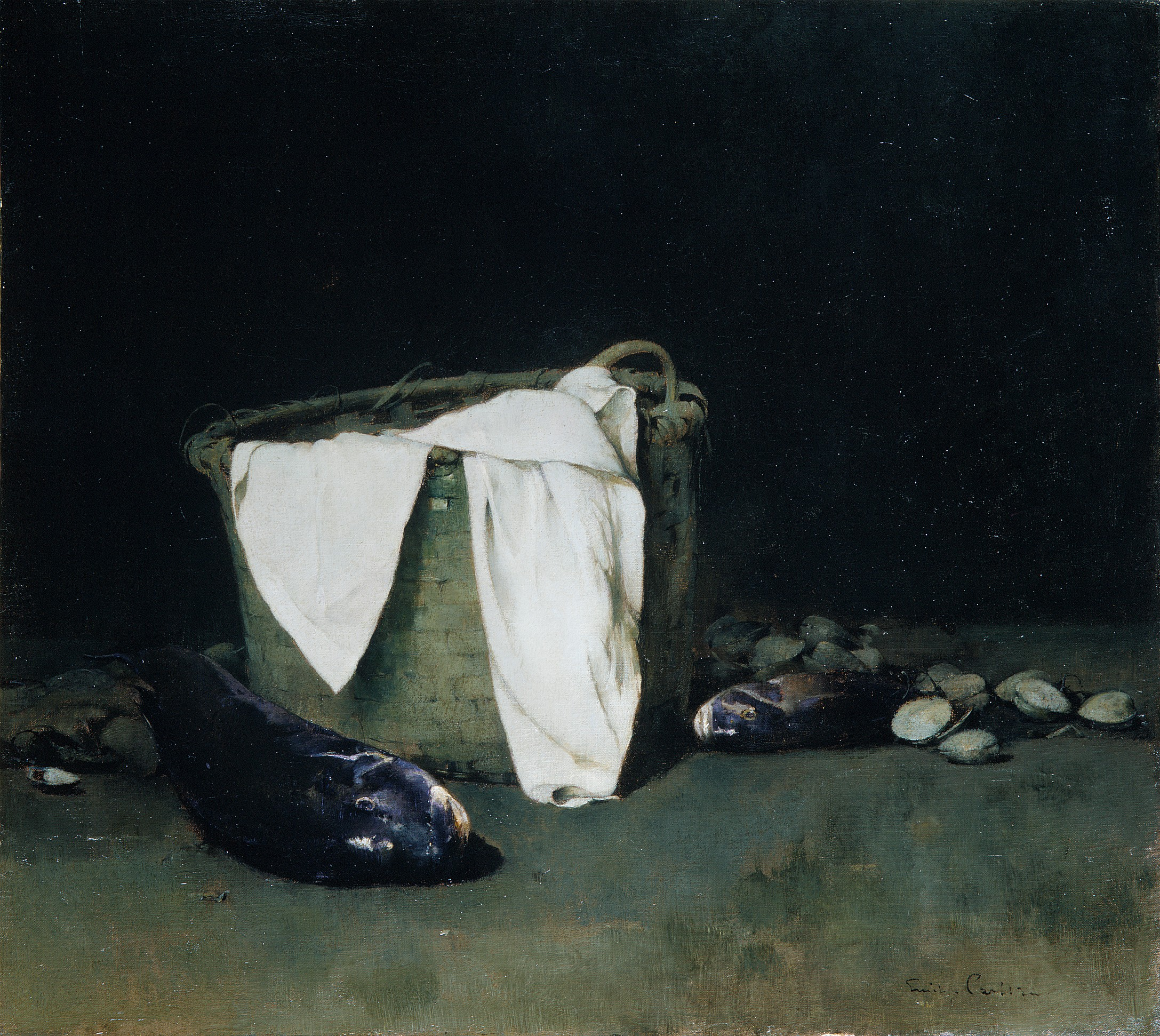
Blackfish and Clams, 1880-1890, Metropolitan Museum of Art
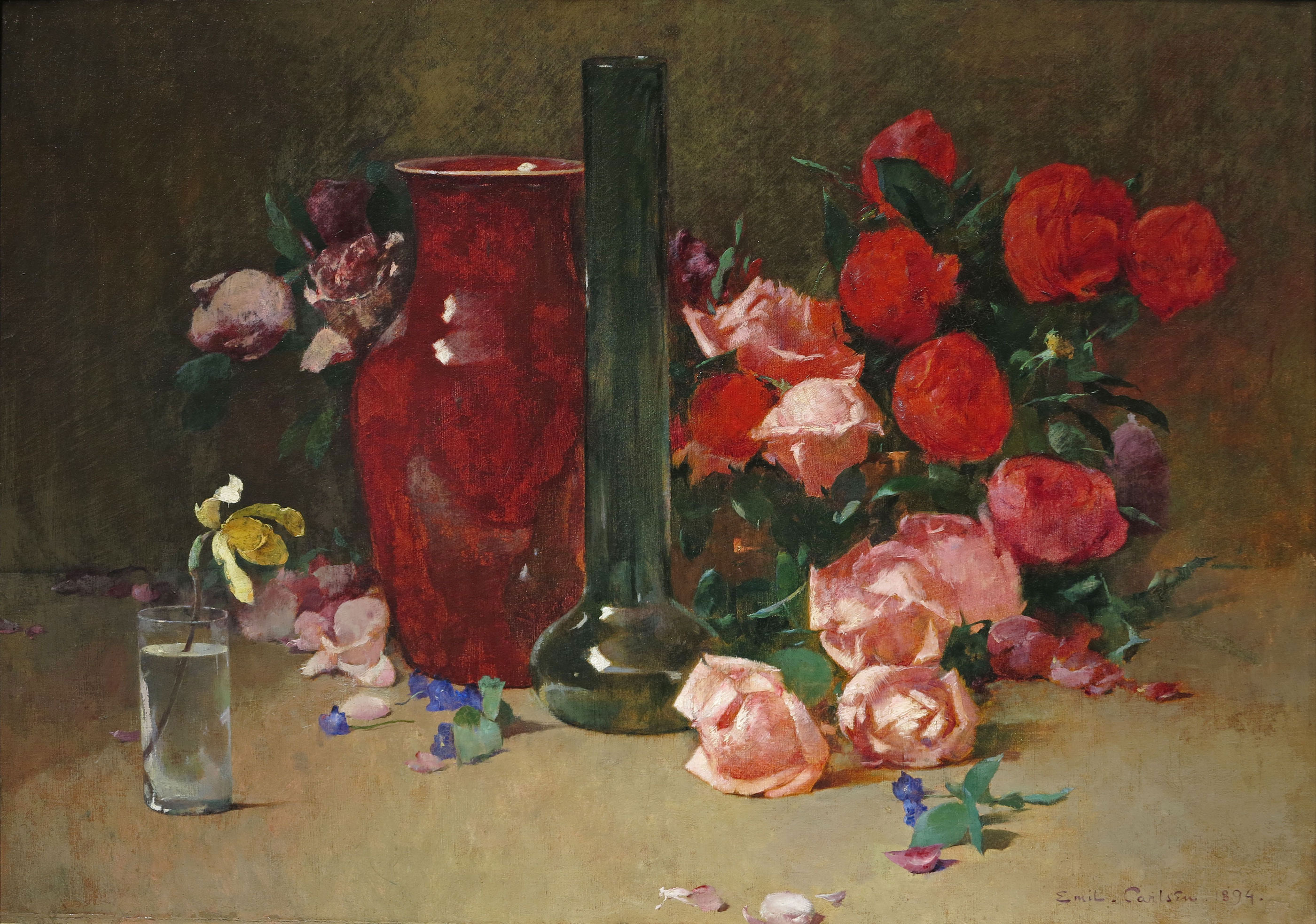
Roses and Vase, 1894
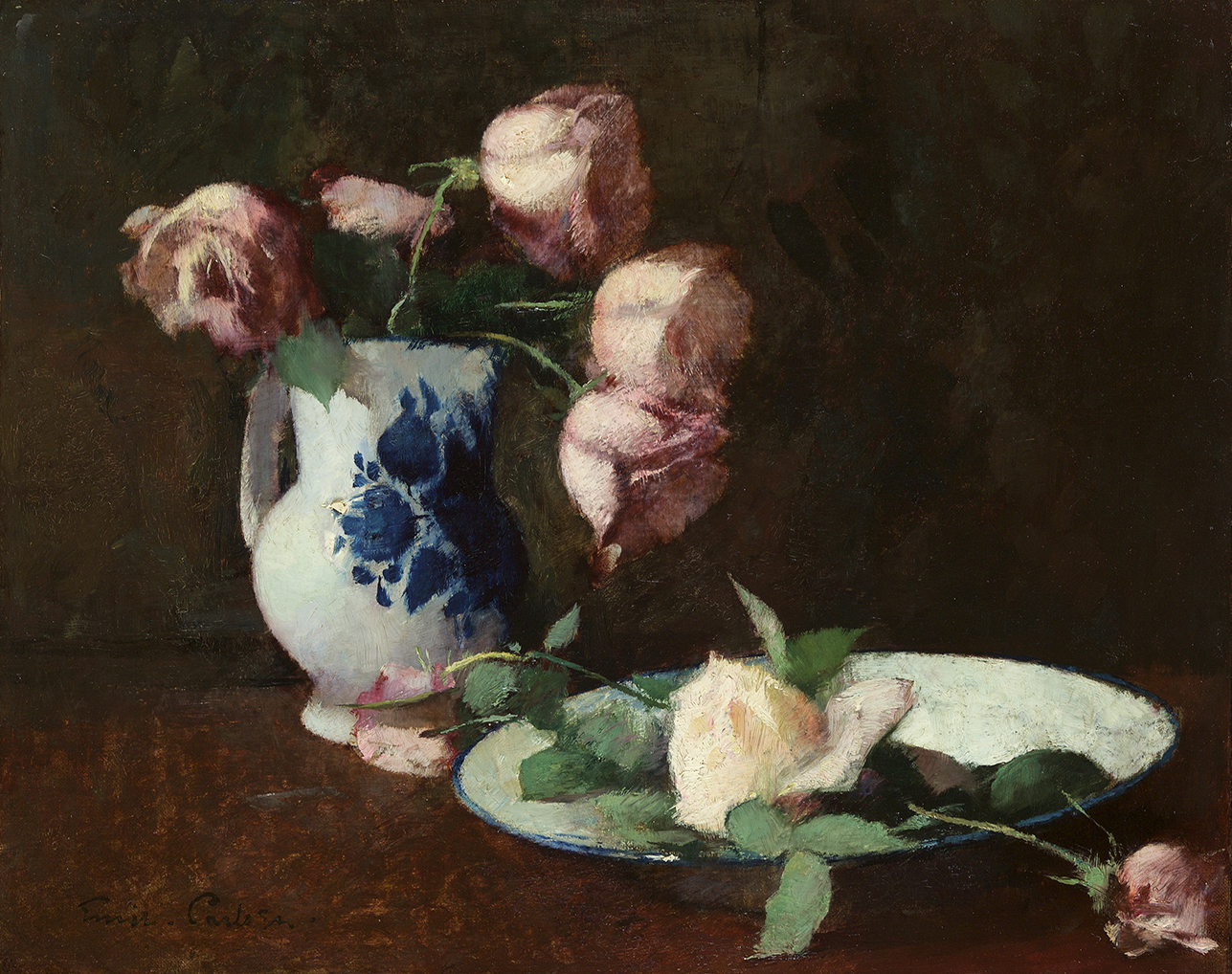
Still Life, Roses, vers 1895
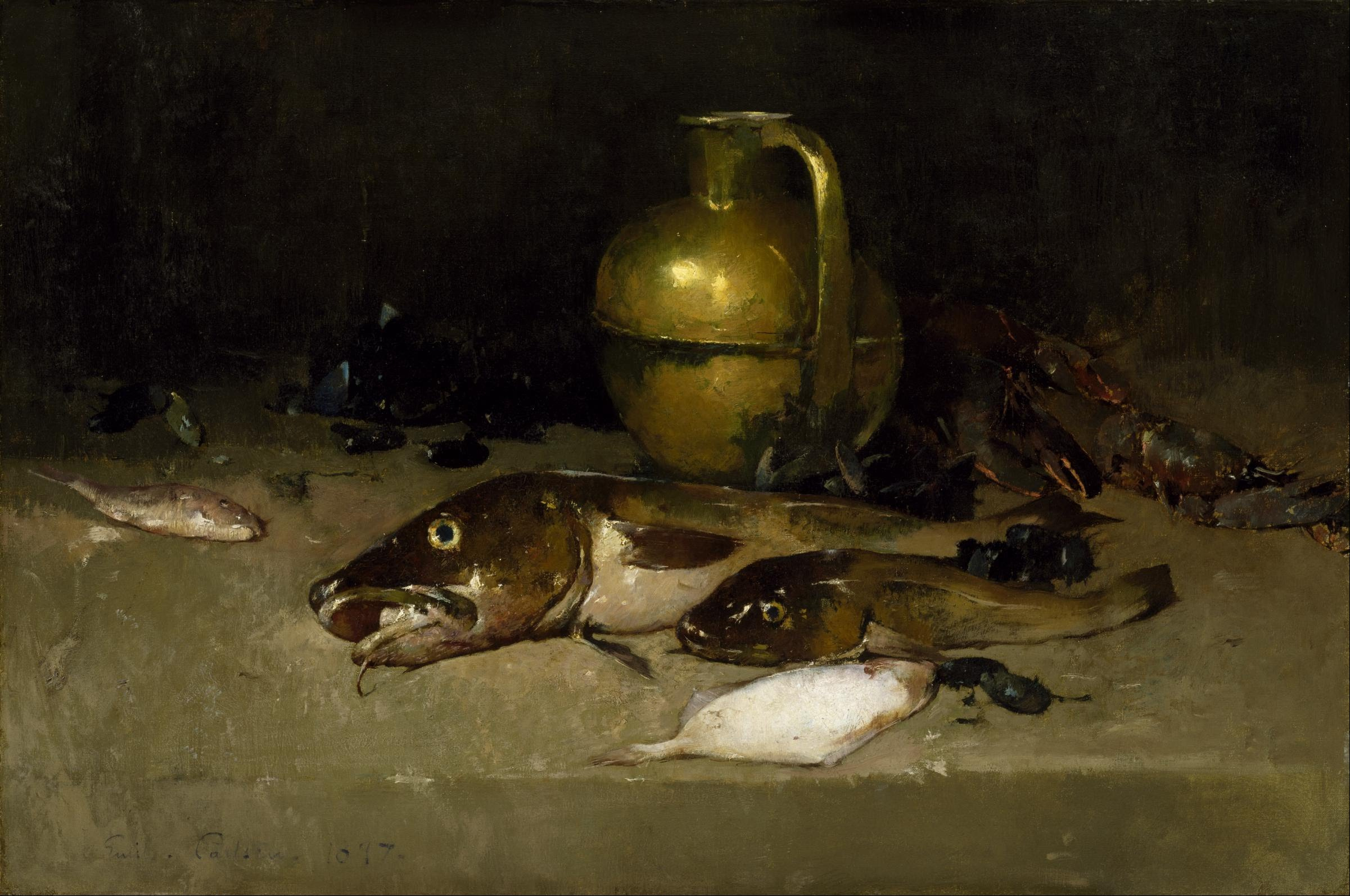
Still Life with Fish, 1897, Musée des Beaux-Arts de Houston
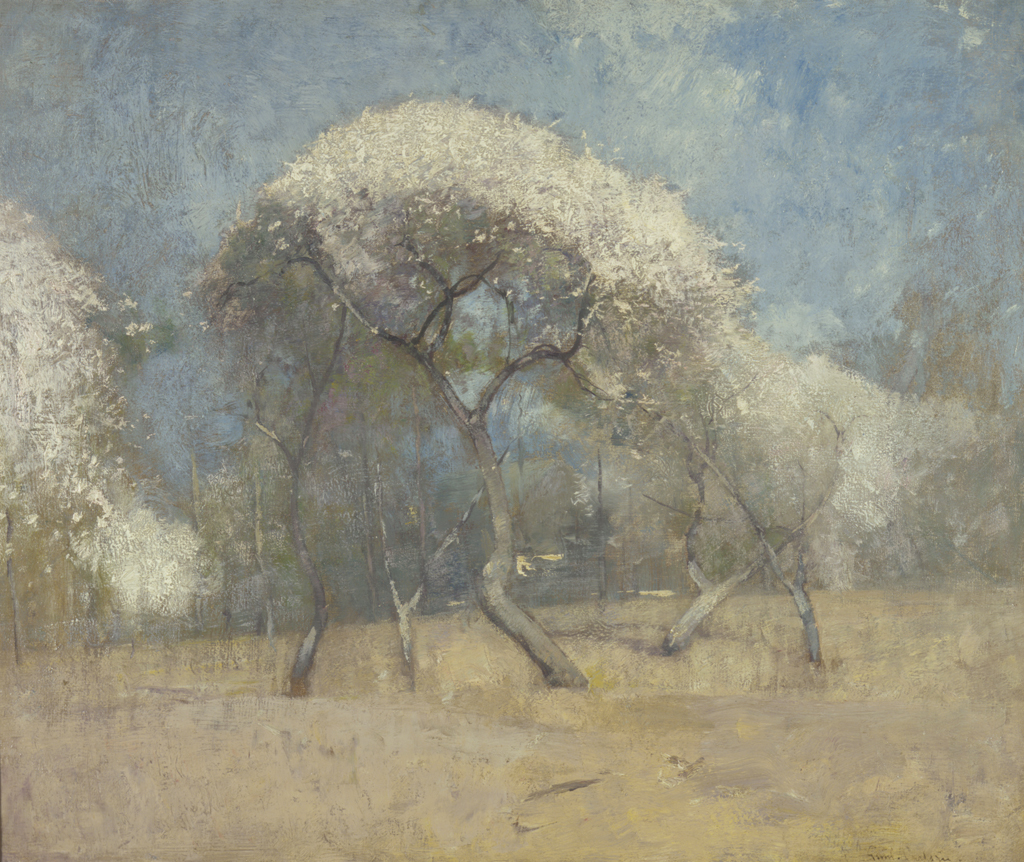
Orchard in Bloom, vers 1904, Rhode Island School of Design Museum
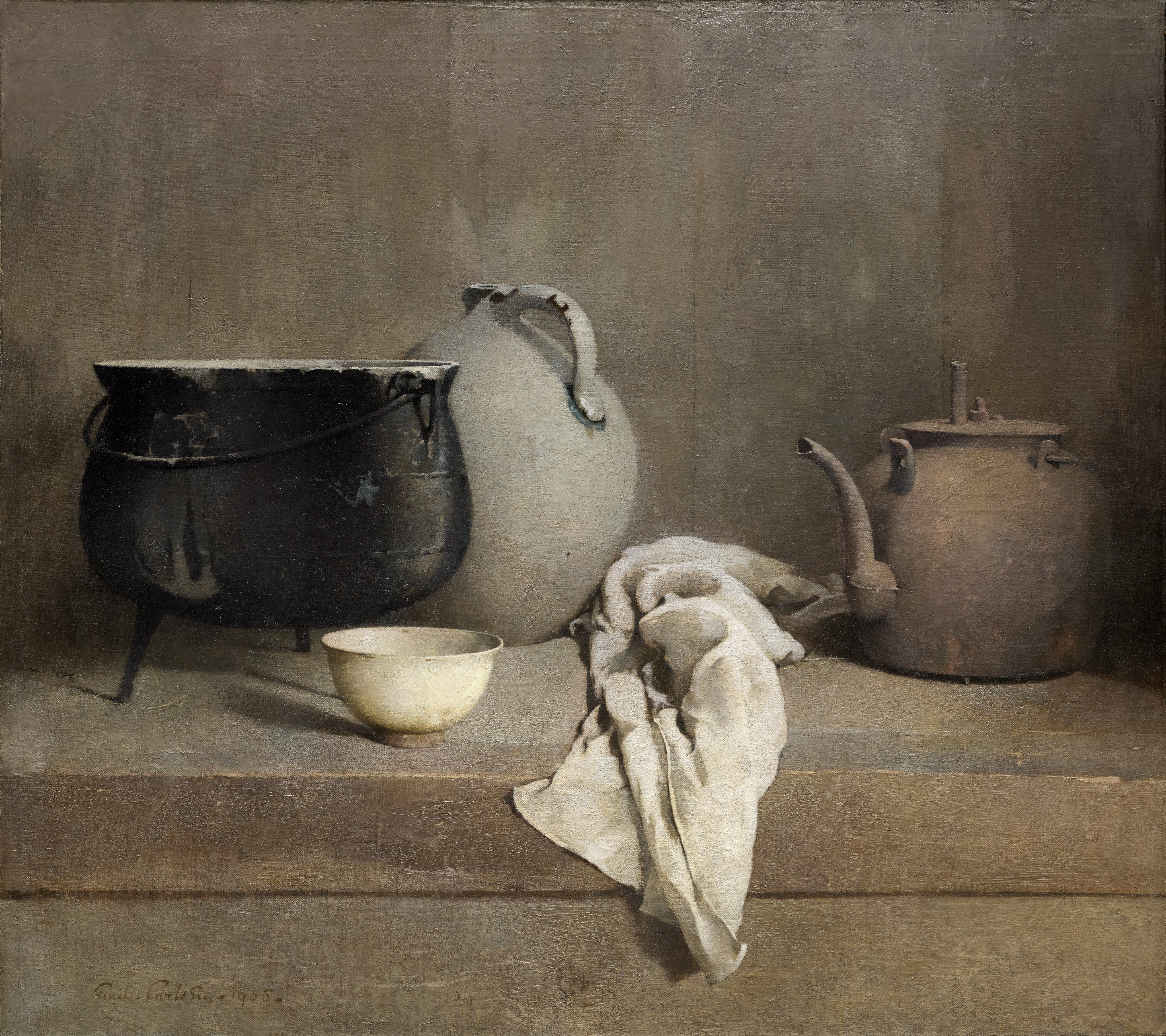
Study in Grey, 1906, Musée d'Art de Dallas
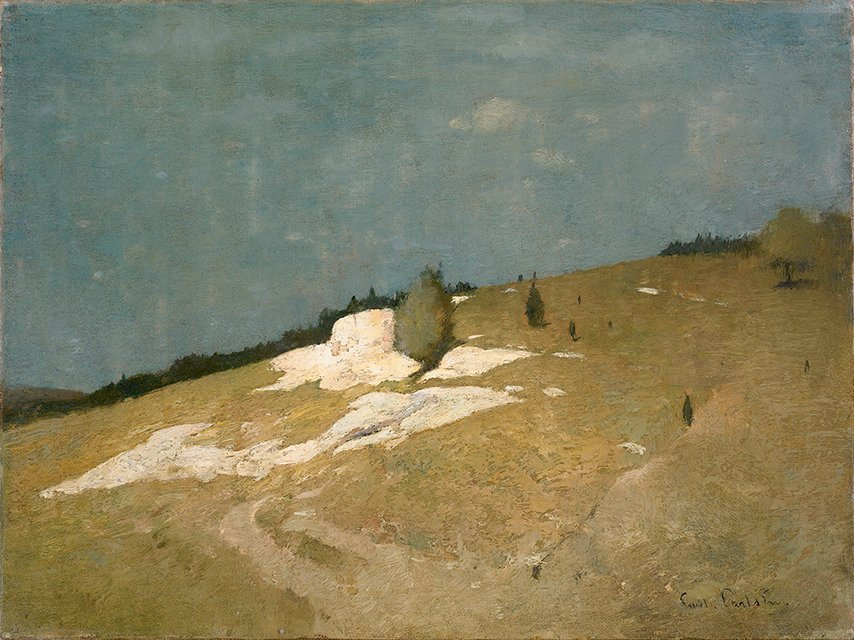
Foothills, vers 1907, Heckscher Museum of Art (en)
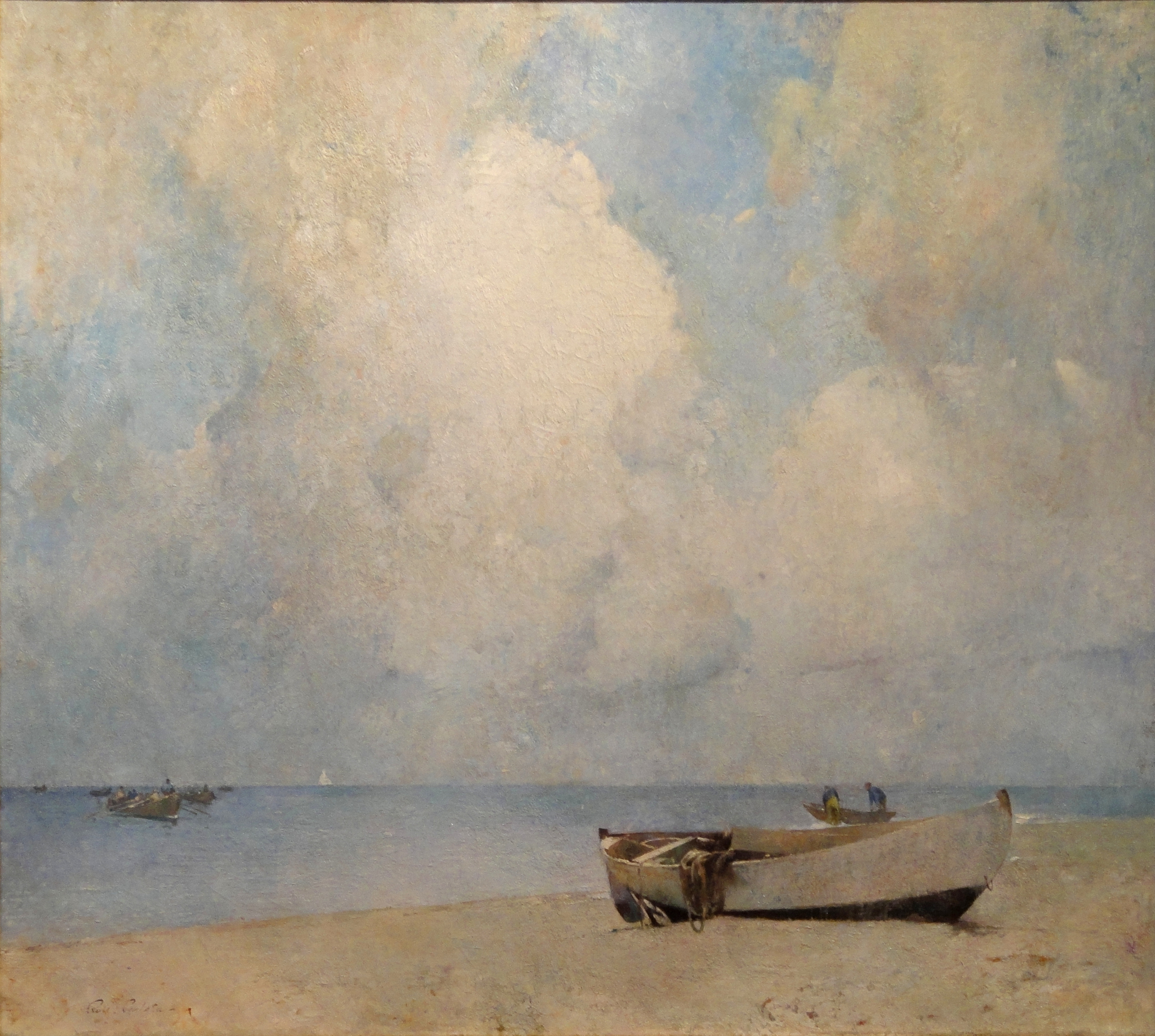
The South Strand, vers 1909, Smithsonian American Art Museum
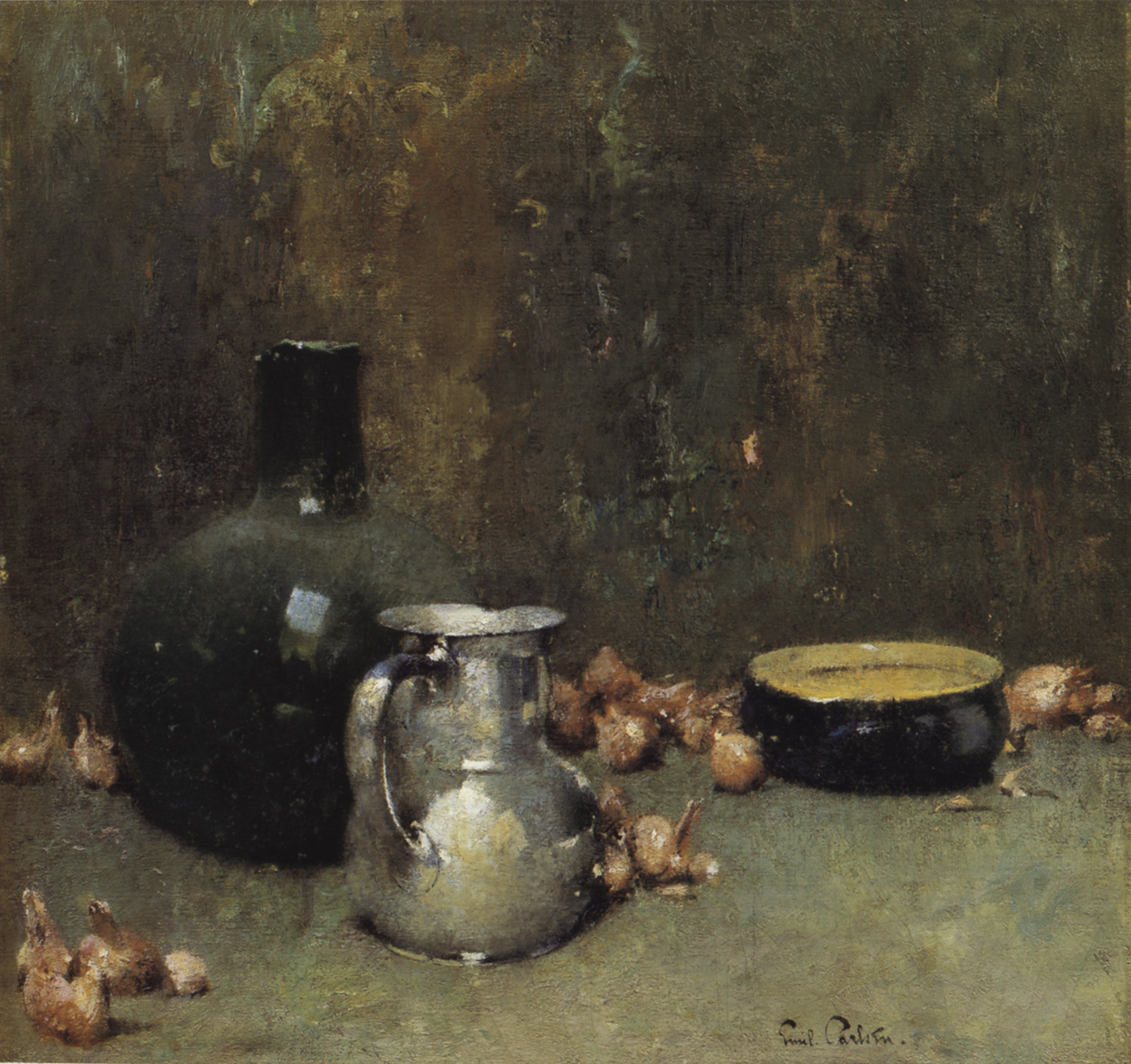
Still Life, vers 1914
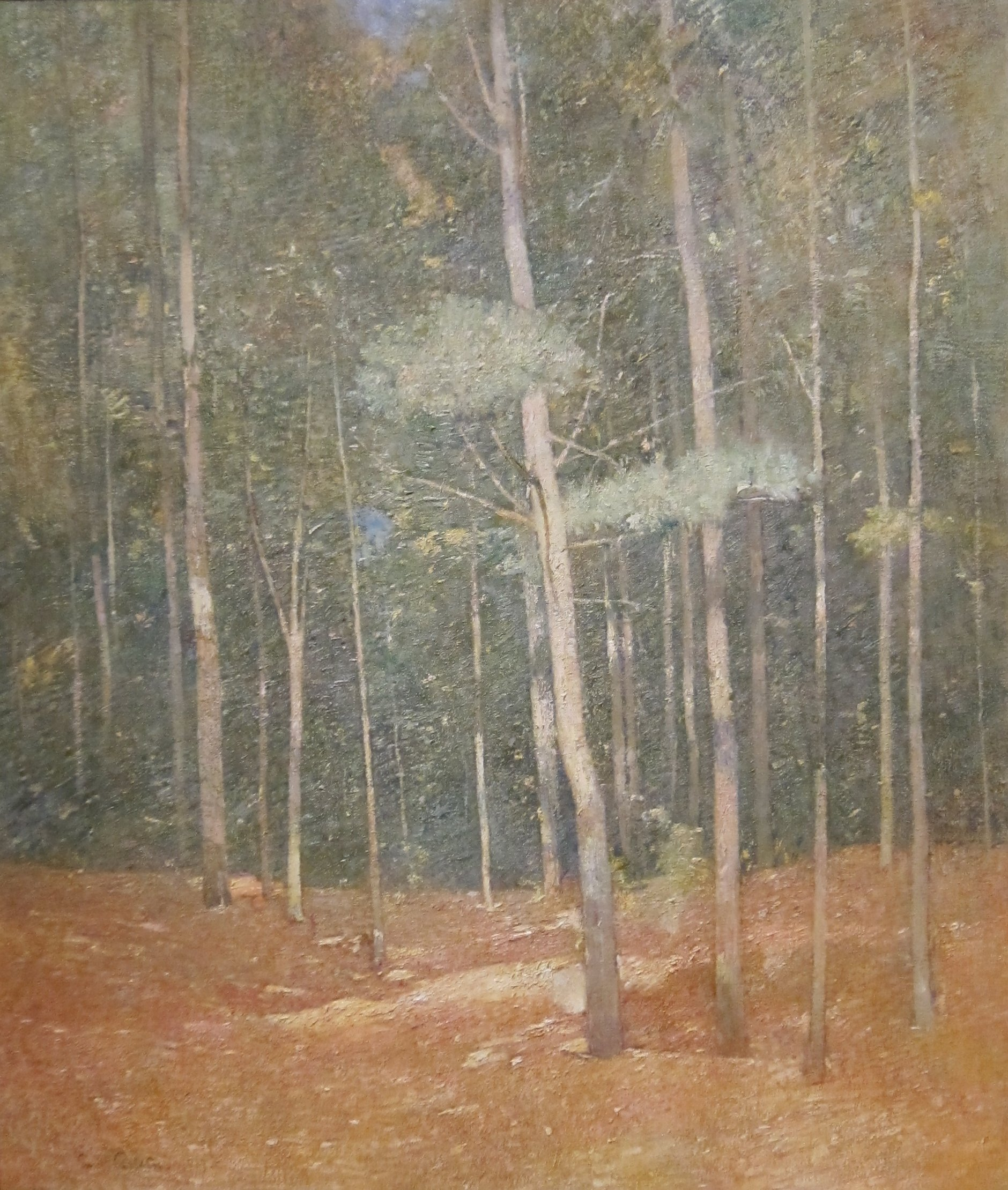
Landscape, 1919, Dayton Art Institute
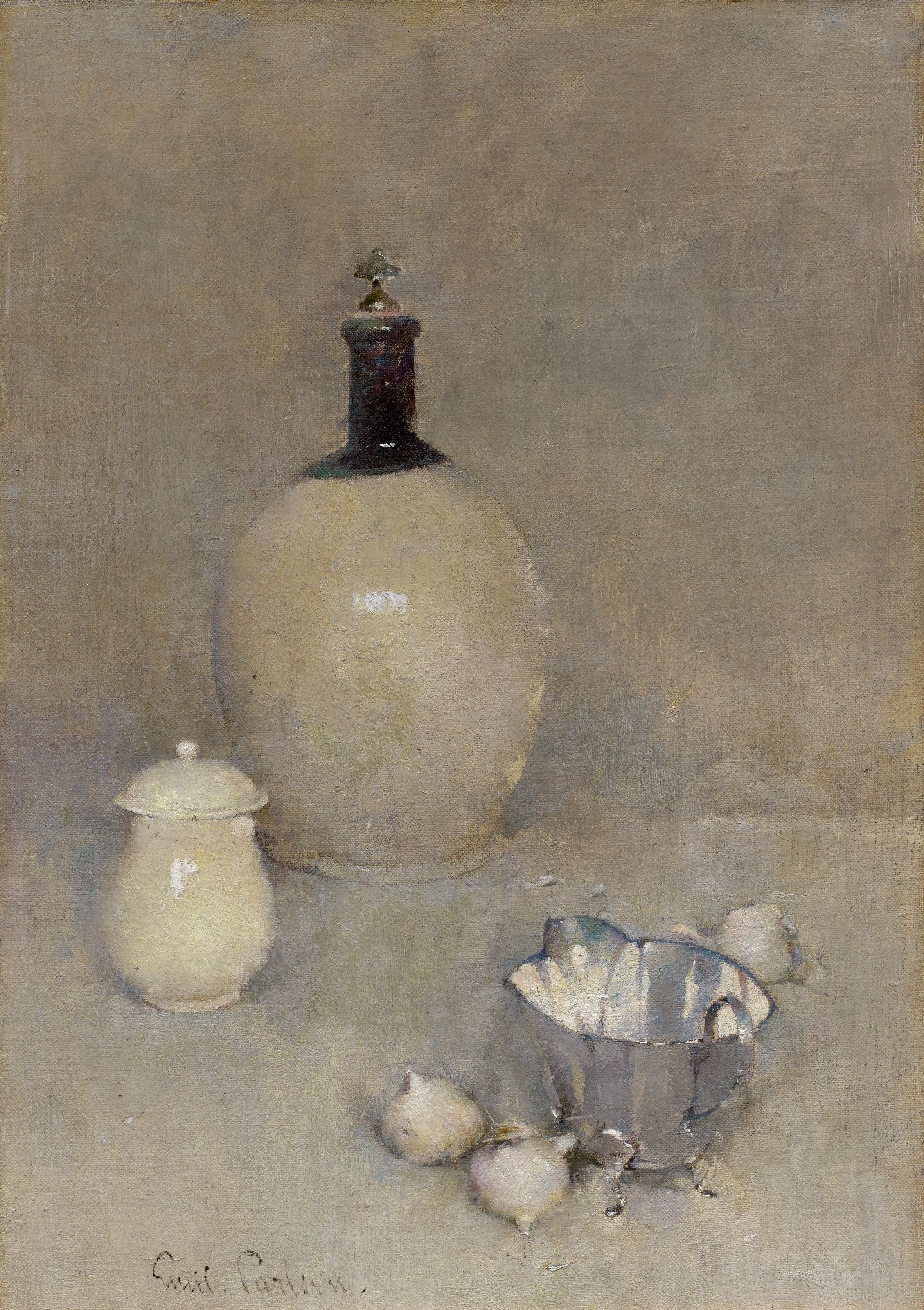
Still Life, 1920, Musée des Beaux-Arts de Houston
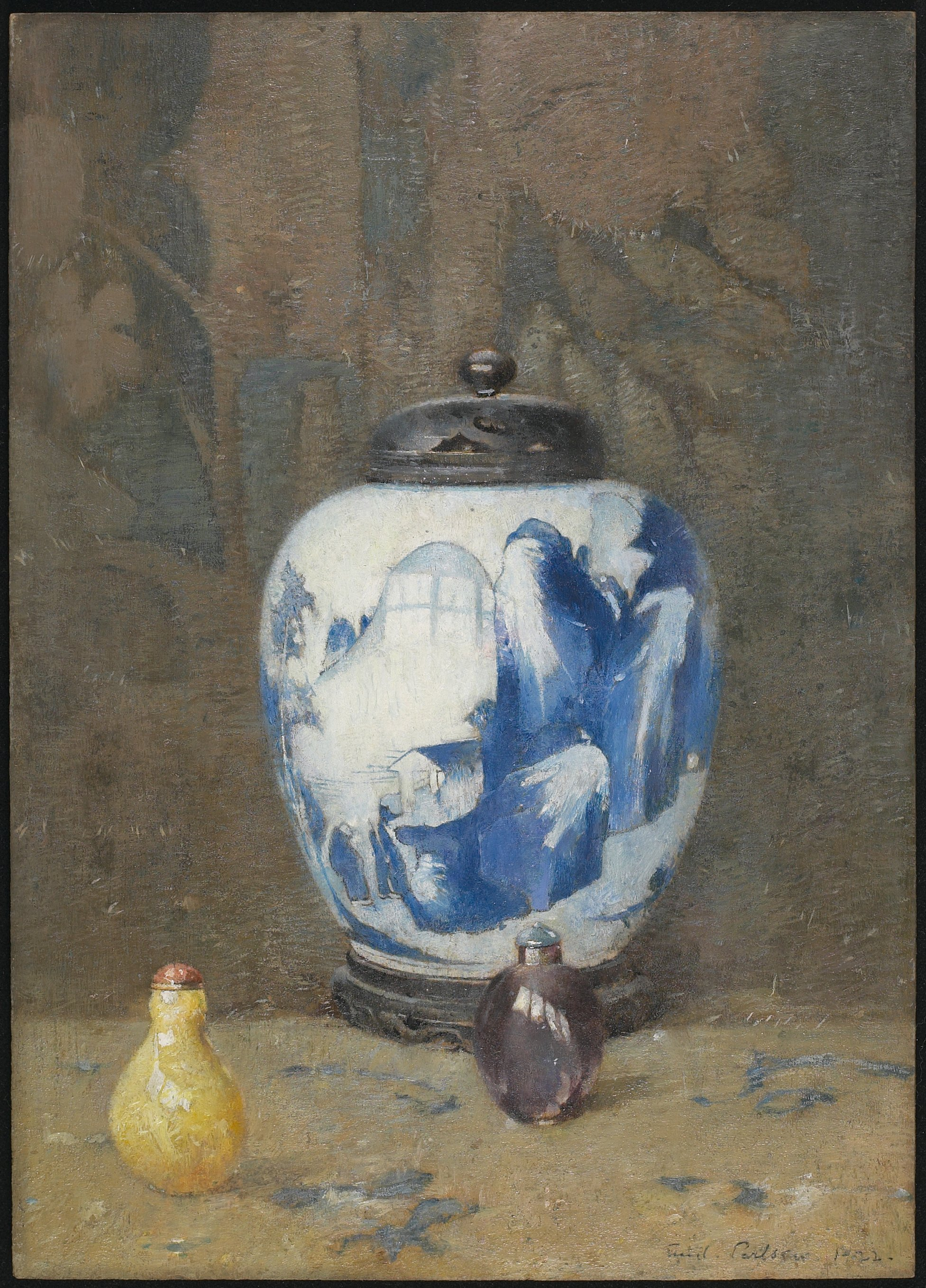
Still Life, Chinese Vase, 1922, Minneapolis Institute of Art
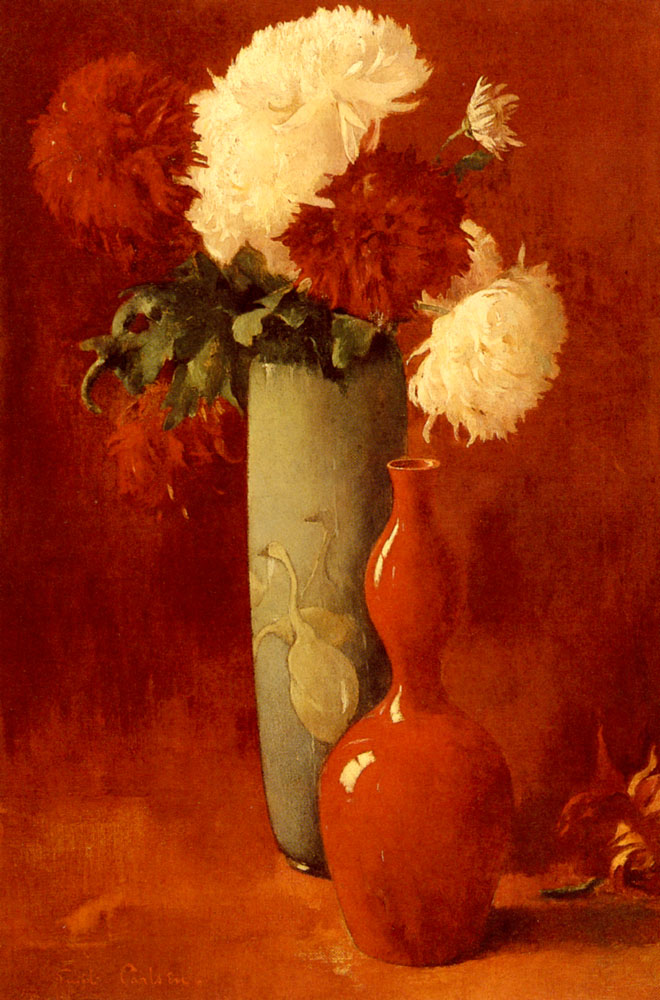
Vase and Flowers, sans date